# Aleksandr Iwanow (ur. 1973)
Aleksandr Anatoljewicz Iwanow, ros. Александр Анатольевич Иванов (ur. 14 kwietnia 1973, Rosyjska FSRR, ZSRR) – rosyjski piłkarz, grający na pozycji pomocnika, a wcześniej obrońcy.

## Kariera piłkarska

### Kariera klubowa
W 1990 rozpoczął karierę piłkarską w zespole Zenit Leningrad. Potem występował w klubach Kawkazkabel Prochladnyj, Spartak Nalczyk i Lokomotiw Petersburg. W 2000 zakończył swoją karierę piłkarską w Dinamo-Strojimpuls Petersburg.

## Sukcesy i odznaczenia

### Sukcesy klubowe
- wicemistrz Rosyjskiej Pierwszej Ligi: 1993